# Popover (informática)

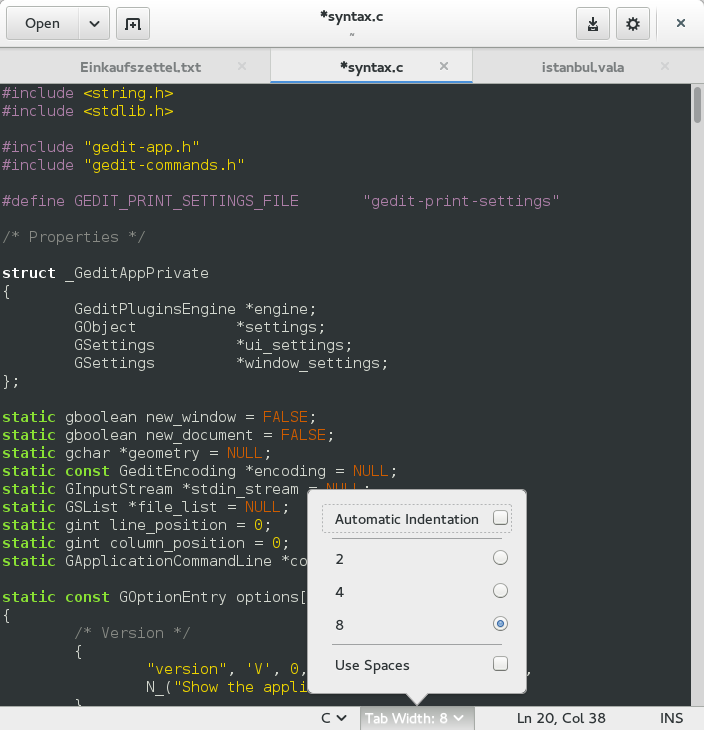
Este popover pertenece a la barra de estado de Gedit. Contiene dos casillas de verificación y un botón de opción.

Un popover es una ventana de notificación emergente, que funciona como elemento de control gráfico de tipo contenedor, que se desplaza sobre una ventana principal y bloquea cualquier otra interacción hasta que se seleccione. Igual que el resto de elementos de tipo contenedor, puede contener varios elementos de control gráfico, como casillas de verificación, botones de opción o un cuadro de lista. Como cualquier elemento de control gráfico de tipo contenedor, está destinado a agrupar elementos juntos y no debe ser extenso.
El elemento de control gráfico popover se introdujo en GTK+ 3.12.